# Abschnittsbefestigung Köbelhänge
Die Abschnittsbefestigung Köbelhänge liegt bei Fischbach, einem Gemeindeteil der oberpfälzischen Stadt Nittenau im Landkreis Schwandorf von Bayern. Die Anlage wird als Bodendenkmal unter der Aktennummer D-3-6739-0011 im Bayernatlas als „Abschnittsbefestigung vor- und frühgeschichtlicher Zeitstellung“ geführt.

## Beschreibung
Die Abschnittsbefestigung liegt 1100 m südöstlich von Fischbach und wird sowohl auf der Ost- wie auch der Westseite von Rinnsalen begleitet, die unterhalb der Anlage zusammenfließen und als Bach in den Regen münden. Die Anlage hat eine Länge von 180 m (in Nord-Süd-Richtung) und eine Breite von 120 m (in West-Ost-Richtung). In West-Ost-Richtung ist die Anlage gewölbt, wobei der mittlere Buckel 20 bis 40 m höher liegt als der Randbereich. Auf der südlichen Seite führt ein Waldweg um die bewaldete Anlage. Im nördlichen Bereich ist ein etwa 100 Meter langer Wallgraben erhalten, der sich von West nach Ost durch die Anlage zieht. Die als vor- oder frühgeschichtlich datierte Anlage könnte möglicherweise auch mittelalterlicher Zeitstellung sein.